# Košťany (zámek)
Zámek Košťany, též zámek Střelná, sloužící původně jako lovecký zámeček Lobkowiczů, se nachází asi 1 km severně od Mírového náměstí města Košťany a 500 m východně od Střelné. První zmínky pochází z konce 18. století. V 19. století byl přestavěn v tzv. novogotickém alpském stylu. Zámeček sloužil nejprve jako lovecký zámeček rodiny Lobkowiczů, později jako jejich letní sídlo. V roce 1919 byl zámeček poprvé osídlen nájemníky, a bytovou funkci plnil až do roku 2010.
Je chráněn jako kulturní památka České republiky.